# Episodi di 14º Distretto (ventisettesima stagione)
La ventisettesima stagione della serie televisiva 14º Distretto è stata trasmessa in anteprima in Germania da Das Erste tra il 25 novembre 2013 e il 31 marzo 2014.
| nº | Titolo originale            | Titolo italiano | Prima TV Germania | Prima TV Italia |
| -- | --------------------------- | --------------- | ----------------- | --------------- |
| 1  | Der zweite Mann             | inedito         | 25 novembre 2013  | inedito         |
| 2  | Das Phantom                 | inedito         | 2 dicembre 2013   | inedito         |
| 3  | Beatlemania                 | inedito         | 9 dicembre 2013   | inedito         |
| 4  | Verschollen im Paradies     | inedito         | 30 dicembre 2013  | inedito         |
| 5  | Keine Angst                 | inedito         | 6 gennaio 2014    | inedito         |
| 6  | Gras Drüber                 | inedito         | 13 gennaio 2014   | inedito         |
| 7  | Fettbacke                   | inedito         | 20 gennaio 2014   | inedito         |
| 8  | Blinde Wut                  | inedito         | 27 gennaio 2014   | inedito         |
| 9  | Heile Welt                  | inedito         | 3 febbraio 2014   | inedito         |
| 10 | Vorbei ist Vorbei           | inedito         | 10 febbraio 2014  | inedito         |
| 11 | Am Abgrund                  | inedito         | 24 febbraio 2014  | inedito         |
| 12 | Auf den Barrikaden          | inedito         | 3 marzo 2014      | inedito         |
| 13 | Der Fluch des Pharao        | inedito         | 10 marzo 2014     | inedito         |
| 14 | Ein Schlag ins Gesicht      | inedito         | 17 marzo 2014     | inedito         |
| 15 | Frau Küppers' letzter Wille | inedito         | 24 marzo 2014     | inedito         |
| 16 | Wie es damals wirklich war  | inedito         | 31 marzo 2014     | inedito         |